# Taeniophyllum andamanicum
Taeniophyllum andamanicum är en orkidéart som beskrevs av Nambiyath Puthansurayil Balakrishnan och N.Bhargava. Taeniophyllum andamanicum ingår i släktet Taeniophyllum och familjen orkidéer. Inga underarter finns listade i Catalogue of Life.